# 諾伊靈格拉本河
48°57′11″N 12°40′13″E / 48.95311°N 12.670412°E
諾伊靈格拉本河是德國的河流，位於該國東南部，由巴伐利亞負責管轄，屬於克羅伊茨基希巴赫河的左支流，河道全長1.8公里，河畔城鎮有米特費爾斯。